# Харрисон, Джеффри
Джеффри Уэдгвуд Харрисон (англ. Geoffrey Wedgwood Harrison; 18 июля 1908 — 12 апреля 1990) — британский дипломат, посол Великобритании в Бразилии, Иране и СССР. В 1968 году отозван с должности посла в СССР после того, как был обнародован его факт близких отношений с русской горничной, что позже списали на попытку вербовки со стороны КГБ.

## Ранние годы
Родился в местечке Саутси (Гэмпшир). Родители — коммандер ВМС Великобритании Томас Эдмунд Харрисон и Мод Винифред Годман. Окончил Винчестерский колледж в Гэмпшире и Королевский колледж Кембриджа. В Форин-офис с 1932 года, перед началом Второй мировой войны работал в посольствах в Японии и Германии. 2 июля 1935 года женился на Эми Кэтрин Клайв, дочери британского посла в Японии сэра Роберта Клайва.

## Дипломатическая служба
С октября 1932 года — третий секретарь Дипломатической службы Его Величества, с октября 1937 года — второй секретарь, с июля 1942 года — действующий первый секретарь. Будучи младшим дипломатом, составил меморандум «Будущее Австрии», который стал одной из предпосылок восстановления независимости Австрии после аншлюса, а также участвовал в разработке Московской декларации 1943 года о будущем Австрии. Харрисону вменяется составление статьи 12 Потсдамского соглашения, которое фактически узаконило депортацию немцев после окончания Второй мировой войны.
В течение войны Харрисон занимал пост первого секретаря германского департамента Форин-офис, в первые послевоенные годы (1945—1947) — советник посольства Великобритании в Брюсселе. 1 октября 1956 года был назначен Чрезвычайным и Полномочным Послом Великобритании в Бразилии. 3 ноября 1958 года назначен послом в Иран. С 1963 по 1965 годы — заместитель замминистра иностранных дел Великобритании.

## Уход в отставку
27 августа 1965 года Харрисон был назначен послом Великобритании в СССР. В 1968 году он вступил в отношения с русской горничной, работавшей в британском посольстве. Несмотря на то, что он не спрашивал никого о связях с советскими спецслужбами, Харрисон полагал, что дипломаты так или иначе к ним имеют отношения. Харрисону вскоре пришлось в спешке уехать из Москвы — по некоторым данным, перед этим он пытался узнать подробности о вводе советских войск в Чехословакию. По воспоминаниям Кристофера Мейера, посла застали с русской горничной, «прелестями которой он был соблазнён», и которая, по всей видимости, работала на КГБ.
Горничную звали Галей, её описывали как «блондинку аппетитных пропорций». Подобный случай отзыва британского дипломата считается одним из самых известных. Под угрозой обнародования скандальных фотографий, сделанных тайно агентурой КГБ, Харрисон вынужден был покинуть свой пост. В 1981 году он рассказал подробно об этом газете The Sunday Times. По мнению журналиста Джона Миллера, работавшего в британском посольстве, имя горничной — Галина Михайловна Иванова, которая приходилась сестрой Евгению Иванову, помощнику военно-морского атташе советского посольства в Лондоне, фигуранту дела Профьюмо.

## Награды
В канун Нового 1955 года Харрисон был произведён в рыцари-командоры ордена Святого Михаила и Святого Георгия, а в 1968 году в День рождения королевы был произведён в рыцари Большого креста этого ордена. 6 марта 1961 года произведён в рыцари-командоры Королевского Викторианского ордена.